# Associazione Calcio Mantova 2008-2009
Questa pagina raccoglie i dati riguardanti l'Associazione Calcio Mantova nelle competizioni ufficiali della stagione 2008-2009.

## Stagione
Nella stagione 2008-2009 il Mantova disputa il campionato di Serie B. Ottiene 52 punti con il tredicesimo posto.
Il 27 ottobre 2008, il presidente Fabrizio Lori (in seguito alla brutta sconfitta interna rimediata contro il Parma) decide di sollevare dall'incarico di allenatore Giuseppe Brucato. Al suo posto arriva Alessandro Costacurta, al suo esordio assoluto da allenatore: Lori raggiunge l'intesa biennale con l'ex difensore del Milan. Nella finestra di mercato di gennaio l'unico arrivo in casa biancorossa riguarda Roberto D'Aversa in prestito dal Treviso, mentre vengono ceduti, sempre in prestito, Dario Passoni al Piacenza e Christian Jidayi al Bassano. Il 9 febbraio Costacurta si dimette, e al suo posto la società ingaggia Mario Somma, che avrà al suo fianco come secondo Alessandro Nuccorini, commissario tecnico della nazionale italiana di calcio a 5. Il Mantova chiude il campionato al 13º posto, assicurandosi così la permanenza nella serie cadetta per il quinto anno consecutivo.
Nel febbraio 2012 nell'ambito dell'operazione Last Bet disposta dalla Procura di Cremona, sono eseguiti arresti per episodi di presunta alterazione di quattro partite del Piacenza tra le quali la partita vinta dal Mantova (2-1) disputata il 23 maggio 2009 allo Stadio Leonardo Garilli.

## Divise e sponsor
Lo sponsor tecnico è per la seconda stagione consecutiva Diadora; lo sponsor di maglia è Nuova Pansac.
La prima maglia è bianca con una banda trasversale rossa, mentre la divisa da trasferta riprende i colori di quella casalinga invertendone i colori. Dopo tre anni, cambia la terza maglia, che riprende lo schema delle altre due in blu e bianco.
| Casa | Trasferta | Terza divisa |

## Rosa
Rosa e numerazione tratta dal sito ufficiale.
| N. |                      | Ruolo | Calciatore         |
| -- | -------------------- | ----- | ------------------ |
| 1  | Italia (bandiera)    | P     | Mirko Bellodi      |
| 2  | Italia (bandiera)    | C     | André Cuneaz       |
| 3  | Italia (bandiera)    | D     | Iacopo Balestri    |
| 4  | Italia (bandiera)    | C     | Manuel Spinale     |
| 5  | Italia (bandiera)    | D     | Mattia Notari      |
| 6  | Italia (bandiera)    | D     | Luca Franchini     |
| 7  | Italia (bandiera)    | C     | Mattia Marchesetti |
| 8  | Italia (bandiera)    | C     | Dario Venitucci    |
| 8  | Italia (bandiera)    | C     | Roberto D'Aversa   |
| 10 | Italia (bandiera)    | C     | Gaetano Caridi     |
| 11 | Italia (bandiera)    | A     | Cristian Altinier  |
| 13 | Rep. Ceca (bandiera) | A     | Jaroslav Šedivec   |
| 14 | Italia (bandiera)    | C     | Claudio Grauso     |
| 16 | Italia (bandiera)    | A     | Carlo Coppari      |
| 17 | Italia (bandiera)    | A     | Federico Coppiardi |
| 18 | Senegal (bandiera)   | C     | Alain-Pierre Mendy |
| 19 | Italia (bandiera)    | D     | Filippo Cristante  |
| 20 | Italia (bandiera)    | C     | Tomas Locatelli    |

| N. |                     | Ruolo | Calciatore           |
| -- | ------------------- | ----- | -------------------- |
| 21 | Italia (bandiera)   | C     | Christian Jidayi     |
| 22 | Italia (bandiera)   | C     | Fabrizio Avanzini    |
| 22 | Italia (bandiera)   | P     | Alessandro Iacobucci |
| 23 | Italia (bandiera)   | D     | Federico Rizzi       |
| 24 | Italia (bandiera)   | A     | Giorgio Corona       |
| 25 | Italia (bandiera)   | C     | Alberto Creati       |
| 28 | Italia (bandiera)   | C     | Dario Passoni        |
| 28 | Italia (bandiera)   | D     | Simone Pizzuti       |
| 31 | Slovenia (bandiera) | P     | Jasmin Handanovič    |
| 32 | Italia (bandiera)   | A     | Alessandro Noselli   |
| 33 | Italia (bandiera)   | C     | Emiliano Tarana      |
| 51 | Italia (bandiera)   | D     | Riccardo Fissore     |
| 71 | Italia (bandiera)   | P     | Nicolò Frongillo     |
| 72 | Italia (bandiera)   | D     | Stefano Sacchetti    |
| 77 | Italia (bandiera)   | D     | Simone Salviato      |
| 90 | Brasile (bandiera)  | D     | Ronaldo              |
| 99 | Italia (bandiera)   | A     | Denis Godeas         |

## Risultati

### Serie B

#### Girone di andata
| Arbitro: | Velotto (Grosseto) |

|                       |           |  |
| Caridi 66’ Corona 67’ | Marcatori |  |

| Arbitro: | Trefoloni (Siena) |

|                  |           |            |
| A. Filippini 75’ | Marcatori | 50’ Corona |

| Mantova 8 ottobre 2008, ore 20:30 UTC+1 3ª giornata | Mantova                     | 0 – 0 referto | Vicenza | Stadio Danilo Martelli\| Arbitro: \| Girardi (San Donà di Piave) \| |
| Arbitro:                                            | Girardi (San Donà di Piave) |               |         |                                                                     |

| Arbitro: | N. Stefanini (Prato) |

|  |           |                              |
|  | Marcatori | 59’ Godeas 68’ (rig.) Caridi |

| Mantova 23 settembre 2008, ore 20.30 UTC+1 5ª giornata | Mantova       | 0 – 0 referto | Ascoli | Stadio Danilo Martelli\| Arbitro: \| Valeri (Roma) \| |
| Arbitro:                                               | Valeri (Roma) |               |        |                                                       |

| Arbitro: | Banti (Livorno) |

|         |           |  |
| Cia 77’ | Marcatori |  |

| Arbitro: | Mazzoleni (Bergamo) |

|           |           |  |
| Rivas 77’ | Marcatori |  |

| Arbitro: | Rocchi (Firenze) |

|                 |           |          |
| Locatelli 90+1’ | Marcatori | 60’ Pepe |

| Arbitro: | Pierpaoli (Firenze) |

|              |           |                               |
| Zampagna 15’ | Marcatori | 37’ (rig.) Caridi 51’ Passoni |

| Arbitro: | Ciampi (Roma) |

|            |           |                                                     |
| Caridi 10’ | Marcatori | 49’ D. Zenoni 58’ (rig.) C. Lucarelli 61’ Reginaldo |

| Arbitro: | N. Stefanini (Prato) |

|               |           |  |
| Ricchiuti 36’ | Marcatori |  |

| Arbitro: | Morganti (Ascoli Piceno) |

|                          |           |                |
| Locatelli 13’ Godeas 69’ | Marcatori | 78’ Carparelli |

| Arbitro: | C. Russo (Nola) |

|              |           |                       |
| Carobbio 37’ | Marcatori | 78’ Corona 84’ Godeas |

| Arbitro: | Ayroldi (Molfetta) |

|                       |           |                     |
| Godeas 10’ Tarana 60’ | Marcatori | 37’ (rig.) Genevier |

| Arbitro: | Romeo (Verona) |

|                        |           |                   |
| Siqueira 57’ Nassi 69’ | Marcatori | 30’ (aut.) Rincon |

| Arbitro: | Giannoccaro (Lecce) |

|  |           |                        |
|  | Marcatori | 53’, 73’ A. Caracciolo |

| Treviso 6 dicembre 2008, ore 16.00 UTC+1 17ª giornata | Treviso          | 0 – 0 referto | Mantova | Stadio Omobono Tenni\| Arbitro: \| Pinzani (Empoli) \| |
| Arbitro:                                              | Pinzani (Empoli) |               |         |                                                        |

| Arbitro: | Marelli (Como) |

|                      |           |                       |
| Tarana 10’ Rizzi 15’ | Marcatori | 29’ (rig.), 76’ Bruno |

| Arbitro: | Peruzzo (Schio) |

|             |           |            |
| Saudati 79’ | Marcatori | 36’ Corona |

| Mantova 10 gennaio 2009, ore 16.00 UTC+1 20ª giornata | Mantova            | 0 – 0 referto | Piacenza | Stadio Danilo Martelli\| Arbitro: \| Velotto (Grosseto) \| |
| Arbitro:                                              | Velotto (Grosseto) |               |          |                                                            |

| Arbitro: | Tozzi (Ostia Lido) |

|                          |           |            |
| Di Napoli 39’ Scarpa 42’ | Marcatori | 86’ Corona |

#### Girone di ritorno
| Arbitro: | Mazzoleni (Bergamo) |

|              |           |                        |
| Scarlato 38’ | Marcatori | 29’ (rig.), 82’ Corona |

| Arbitro: | Morganti (Ascoli Piceno) |

|                       |           |                                                          |
| Rizzi 28’ Sedivec 88’ | Marcatori | 6’ Rossini 46’, 53’ Tavano 59’ Diamanti 86’ Danilevicius |

| Arbitro: | Scoditti (Bologna) |

|              |           |  |
| Raimondi 34’ | Marcatori |  |

| Arbitro: | Peruzzo (Schio) |

|                        |           |                |
| Caridi 51’, 54’ (rig.) | Marcatori | 90’ Bonvissuto |

| Arbitro: | Ciampi (Roma) |

|                              |           |  |
| Soncin 34’ Bucchi 46’ (rig.) | Marcatori |  |

| Arbitro: | Baracani (Firenze) |

|  |           |             |
|  | Marcatori | 66’ Gorgone |

| Arbitro: | Morganti (Ascoli Piceno) |

|  |           |                        |
|  | Marcatori | 29’ Guberti 47’ Parisi |

| Arbitro: | Cavarretta (Trapani) |

|              |           |               |
| Sforzini 14’ | Marcatori | 31’ Locatelli |

| Arbitro: | Bergonzi (Genova) |

|            |           |                |
| Corona 23’ | Marcatori | 50’ Martinetti |

| Arbitro: | Pierpaoli (Firenze) |

|          |           |  |
| Leon 82’ | Marcatori |  |

| Arbitro: | Girardi (San Donà di Piave) |

|               |           |  |
| Franchini 87’ | Marcatori |  |

| Arbitro: | Brighi (Cesena) |

|               |           |             |
| Sansovini 41’ | Marcatori | 59’ Sedivec |

| Arbitro: | Velotto (Grosseto) |

|              |           |  |
| D'Aversa 55’ | Marcatori |  |

| Arbitro: | Damato (Barletta) |

|             |           |                 |
| Bonucci 34’ | Marcatori | 53’ Marchesetti |

| Arbitro: | Cavarretta (Trapani) |

|                 |           |                         |
| Caridi 10’, 13’ | Marcatori | 60’ Turati 89’ Colacone |

| Brescia 25 aprile 2009, ore 16.00 UTC+1 37ª giornata | Brescia                      | 0 – 0 referto | Mantova | Stadio Mario Rigamonti\| Arbitro: \| Tommasi (Bassano del Grappa) \| |
| Arbitro:                                             | Tommasi (Bassano del Grappa) |               |         |                                                                      |

| Arbitro: | Scoditti (Bologna) |

|                       |           |               |
| Godeas 7’, 58’, 90+4’ | Marcatori | 19’ Missiroli |

| Arbitro: | Banti (Livorno) |

|               |           |  |
| Catellani 80’ | Marcatori |  |

| Arbitro: | Celi (Campobasso) |

|            |           |            |
| Corona 27’ | Marcatori | 90+2’ Lodi |

| Arbitro: | Marelli (Como) |

|               |           |                       |
| Siligardi 74’ | Marcatori | 35’ Godeas 64’ Corona |

| Arbitro: | Velotto (Grosseto) |

|            |           |           |
| Godeas 14’ | Marcatori | 32’ Ganci |

### Coppa Italia
| Arbitro: | Pierpaoli (Firenze) |

|           |           |  |
| Godeas 8’ | Marcatori |  |

| Arbitro: | Mazzoleni (Bergamo) |

|                                |           |             |
| Olivera 19’, 44’ Milanetto 77’ | Marcatori | 90’ Passoni |

## Statistiche

### Statistiche di squadra
| Competizione | Punti | In casa | In casa | In casa | In casa | In casa | In casa | In trasferta | In trasferta | In trasferta | In trasferta | In trasferta | In trasferta | Totale | Totale | Totale | Totale | Totale | Totale | DR |
| Competizione | Punti | G       | V       | N       | P       | Gf      | Gs      | G            | V            | N            | P            | Gf           | Gs           | G      | V      | N      | P      | Gf     | Gs     | DR |
| ------------ | ----- | ------- | ------- | ------- | ------- | ------- | ------- | ------------ | ------------ | ------------ | ------------ | ------------ | ------------ | ------ | ------ | ------ | ------ | ------ | ------ | -- |
| Serie B      | 52    | 21      | 7       | 9       | 5       | 24      | 25      | 21           | 5            | 7            | 9            | 17           | 21           | 42     | 12     | 16     | 14     | 41     | 46     | -5 |
| Coppa Italia |       | 1       | 1       | 0       | 0       | 1       | 0       | 1            | 0            | 0            | 1            | 1            | 3            | 2      | 1      | 0      | 1      | 2      | 3      | -1 |
| Totale       |       | 22      | 8       | 9       | 5       | 25      | 25      | 22           | 5            | 7            | 10           | 18           | 24           | 44     | 13     | 16     | 15     | 43     | 49     | -6 |